# Флотирующие переломы рёбер
Флоти́рующие (око́нчатые, ство́рчатые) перело́мы рёбер — группа переломов рёбер, при которых образуется фрагмент рёбер, не связанный костно с позвоночником. Таким образом, в грудной клетке образуется патологически подвижный свободный фрагмент — рёберная створка (окно).

## Патогенез

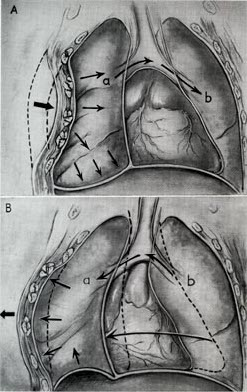
Рис. 2. Механизм патологической подвижности и развития парадоксального дыхания при окончатом переломе рёбер: на вдохе происходит западение флотирующего участка грудной клетки (A), на выдохе рёберное «окно» выбухает (B). На рисунке сторона поражения слева.

При флотирующих переломах в результате травмы образуется фрагмент грудной клетки, не участвующий в её движениях и перемещающийся в зависимости от внутригрудного давления. То есть несколько ребер ломаются так, что возникают не соединенные с костным каркасом грудной клетки отрезки ребер, удерживаемые благодаря уцелевшей коже и мягким тканям, — так называемое рёберное окно. Оно западает при вдохе (снижение внутригрудного давления), а выбухает при выдохе (повышение внутригрудного давления).
Это объясняет флотацию рёберного окна — парадоксальное движение, противоположное движению грудной клетки (см. рисунок 2). Нарушение каркасности грудной клетки приводит к неполному расправлению лёгкого на стороне повреждения. Примечательно, что на вдохе из-за западения флотирующего участка внутрилёгочное давление воздуха на стороне повреждения выше, а на выдохе из-за выбухания рёберного окна ниже, чем в лёгком на здоровой стороне. В связи с этим при дыхании происходит частичное перекачивание воздуха из лёгкого на поражённой стороне в лёгкое на здоровой (рисунок 2A), а при выдохе — наоборот (рисунок 2B).
Такое маятникообразное движение воздуха в лёгких приводит к увеличению «мёртвого» пространства и способствует нарастанию гипоксии. Кроме того, разное давление в здоровой и повреждённой половинах грудной клетки, изменяющееся в процессе дыхания, обусловливает смещение органов средостения (в том числе сердца и крупных сосудов) маятникообразного характера, что обусловливает развитие также сердечно-сосудистых нарушений.

## Классификация по локализации переломов
1. Передние двусторонние (передние билатеральные): переломы рёбер локализуются по обеим сторонам от грудины на передней поверхности грудной клетки; с позвоночником теряет связь передний отдел грудной клетки.
2. Переднебоковые (антеролатеральные): каждое ребро ломается в двух (или более) местах по одну сторону от грудины по передней и боковой поверхности грудной клетки; с позвоночником утрачивает связь переднебоковой отдел грудной клетки.
3. Заднебоковые (дорсолатеральные): каждое ребро ломается в двух (или более) местах по одну сторону от позвоночника по задней и боковой поверхности грудной клетки; с позвоночником утрачивает связь заднебоковой или задний отдел грудной клетки.
4. Задние двусторонние (задние билатеральные): переломы рёбер локализуются по обеим сторонам от позвоночника по задней поверхности грудной клетки.

## Клиническая картина
Клиническая картина и тяжесть состояния определяется положением и размерами рёберного «окна», а также амплитудой колебаний: чем больше и мобильнее створка, тем тяжелее состояние пострадавшего. Нефиксированные флотирующие участки ребер могут смещаться на 4,0–4,7 см, при этом патологическая подвижность у нижних (6–8-го) ребер больше, чем у верхних (3–5-го) ребер. По локализации наиболее неблагоприятными являются передние двусторонние и левосторонние переднебоковые створчатые переломы, а задние двусторонние и заднебоковые — более благоприятны, что обусловлено значительной мышечной массой по задней поверхности грудной клетки и иммобилизирующим действием положения тела пострадавшего лёжа на спине. Усугубляют тяжесть состояния также сопутствующие повреждения органов грудной клетки (гемо- и пневмоторакс, ушиб лёгкого, ушиб сердца и другие).
Уже при осмотре обращает на себя внимание отставание повреждённой половины грудной клетки в акте дыхания, деформация груди, патологическая подвижность рёберного «окна», причём наибольшая подвижность определяется, когда имеется сочетание флотирующих переломов рёбер с переломами ключицы и грудины. Флотация рёберно-грудинной створки при передних двустронних переломах может осуществляться в переднезаднем направлении, по горизонтальной оси грудины по типу качания и по продольной оси грудины. Пальпаторно определяется болезненность в области переломов, а также крепитация отломков.
Рентгенологически определяются наличие, локализация и характер переломов, смещение костных отломков, наличие внутриплевральных осложнений.
При спирографии выявляется значительное снижение дыхательного объёма, жизненной ёмкости лёгких.

## Лечение
1. Адекватное обезболивание:
  1. общее обезболивание (в том числе наркотическими анальгетиками);
  2. новокаиновые блокады (шейная вагосимпатическая блокада на поражённой стороне по Вишневскому; анестезия мест переломов; паравертебральная блокада).
2. Восстановление каркасности грудной клетки (требуется при передних двусторонних и переднебоковых створчатых переломах; при задних и заднебоковых, как правило, не требуется):
  1. фиксация рёберного «окна» к внешнему фиксатору (телескопическая шина Силина, скелетное вытяжение за грудину и боковую рёберную створку, фиксация специальными скобками к грудине и другие) на срок 2-3 недели;
  2. остеосинтез рёбер (сшивание отломков рёбер металлическими скрепками при помощи сшивающих аппаратов, сшивание лавсановой нитью, металлостеосинтез пластинами с короткими шурупами, спицами)[1];
  3. при наличии выраженной дыхательной недостаточности — ИВЛ с повышенным давлением в конце выдоха, что препятствует флотации реберного «окна»[2].
3. Лечение осложнений переломов рёбер (устранение гемо- и пневмоторакса, борьба с шоком и тому подобное).

## Прогноз
Флотирующие переломы рёбер являются угрожающим для жизни состоянием в связи с развитием тяжёлых осложнений (флотация средостения, дыхательная и сердечно-сосудистая недостаточность, плевропульмональный и травматический шок). Даже при условии своевременного и адекватного лечения летальность может составлять до 39 %.